# نگار (بردسیر)
نگار مرکز بخش نگار و شهری است تاریخی در شهرستان بردسیر استان کرمان که در جنوب شرقی ایران قرار گرفته است.

## آب و هوا و اقلیم
شهر نگار دارای آب و هوایی با تابستان‌های نسبتا گرم در روز و خنک تا سرد در شب و نیز زمستان‌های سرد است و در ارتفاع ۲٬۰۹۱ متری از سطح دریا و در دشتی مرتفع قرار گرفته‌است.

## ویژگی‌های انسانی
بیشتر فعالیت ساکنین این شهر کشاورزی بوده و به دلیل قرار گرفتن در مسیر کرمان-بافت محل مناسبی جهت فروش تولیدات دامی می‌باشد.
شهر کهن نگار به علت قرار گرفتن در مسیر تاریخی کرمان - بندرعباس در زمانهای بسیار دور از شوکت و جلال خاصی برخوردار بوده‌است. آتشکده تاریخی که در شمال شهر نگار واقع گردیده، دلیل اهمیت این شهر در زمانهای دور است. مردم شهر نگار مهربان و مهمان نواز هستند که ویژگی‌های این مردم ریشه در تاریخ و تمدن کهن و باستانی آنها دارد.

### جمعیت
جمعیت شهر نگار بر اساس سرشماری سال ۱۳۹۵ هجری خورشیدی ۷٬۹۰۰ نفر بوده‌است.

## جاذبه‌های گردشگری
- مناره مسجد جامع نگار
- آتشکده چهارطاقی نگار: این آتشکده به زمان ساسانیان برمی‌گردد و بر روی تپه ای در شمال شهر نگار واقع شده، هنوز استوار و محکم بعد از گذشت سالیان سال خودنمایی می‌کند.

این آتشکده همانند سایر آتشکده‌ها که در زمان ساسانیان ساخته شده، بر ۴ ستون قرار گرفته که پس از گذشت سالیان طولانی همچنان بدون آسیب باقی مانده‌است، به همین دلیل به چهارطاقی معروف شده‌است.
- تپه مه نگار: این تپه یادبود دختر یکی از پادشاهان به نام مه نگار است و به عنوان اثر تاریخی ثبت میراث فرهنگی گردیده‌است.

## فاصله تا سایر شهرها
| شهر مقصد | فاصله (کیلومتر) |
| -------- | --------------- |
| تهران    | ۱۰۰۰            |
| کرمان    | ۶۶              |
| بردسیر   | ۲۷              |
| بافت     | ۹۲              |
| سیرجان   | ۱۴۵             |

## سوغات
سوغات شاخص شهر نگار گندم شناخته شده  و  لبنیات و محصولات طبیعی این منطقه است.